# Шлихтер, Сергей Александрович
Сергей Александрович Шлихтер (31 декабря 1894  [12 января 1895], Полтава — 25 июня [8 июля] 1916, Минская губерния) — студент историко-филологического факультета Московского университета. Сын участников революционного движения Александра Григорьевича Шлихтера и Евгении Самойловны Шлихтер. После начала Первой мировой войны отправился на фронт в качестве санитара. В мае 1916 года поступил вольноопределяющимся 266-го пехотного Пореченского полка. Погиб 25 июня (8 июля) 1916 года от ран, полученных в бою под белорусским городом Барановичи. Дневниковые записи и письма Сергея Шлихтера были изданы в 1917 году в составе сборника «На пороге жизни» Сибирскими студенческими землячествами в Москве. Надгробие на могиле Сергея Шлихтера — единственный сохранившийся памятник Московского Братского кладбища (ныне Мемориально-парковый комплекс героев Первой мировой войны).

## Биография

### Детство и юность

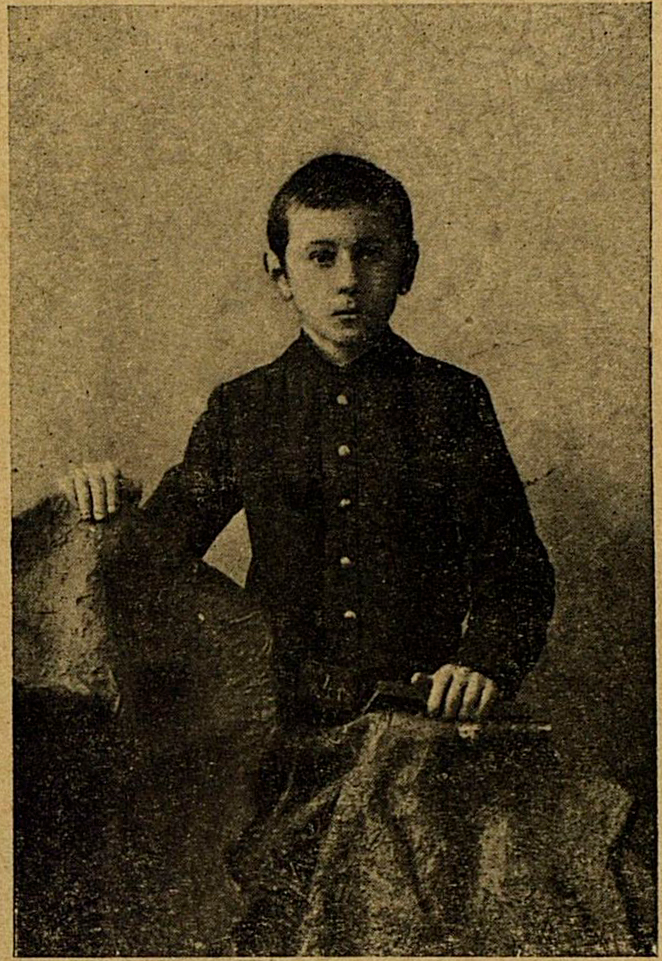
Сергей Шлихтер во 2-м классе Киевской гимназии

Сергей Александрович Шлихтер родился 31 декабря 1894 года в Полтаве в семье убеждённых социал-демократов Александра Григорьевича Шлихтера и Евгении Самойловны Шлихтер.
Вместе с семьёй переехал в Киев, учился в местной казённой гимназии. Будучи учеником 2-го класса был свидетелем еврейского погрома 1905 года. Когда до него дошёл слух, что одним из подстрекателей погрома был директор его гимназии, Сергей Шлихтер написал ему письмо. В письме он спрашивал директора, правда ли это, и если правда, то посылал ему проклятия.
Вскоре после событий 1905 года Сергей Шлихтер переехал вместе с семьёй в Финляндию, в окрестности Выборга, а спустя год они обосновались в Санкт-Петербурге. Сергей Шлихтер поступил в общественную гимназию Лентовской. Будучи учеником 4-го класса гимназии он написал в местный ученический журнал две статьи: о киевском еврейском погроме 1905 года и о путешествии на водопад Иматра.
В 1909 году, в связи со ссылкой отца, Сергей Шлихтер вынужден был переехать в Енисейскую губернию в село Ялань. Затем Шлихтеры жили в Енисейске и в Красноярске. За время четырёхлетнего пребывания в Енисейской гимназии окончательно определились интересы Сергея к литературе и истории, а в 8-м классе также проявилась его склонность к философии. Увлекался поэзией, написал множество стихов. Окончив гимназию с золотой медалью, Сергей Шлихтер поступил на историко-филологический факультет Московского университета.

### Участие в Первой мировой войне

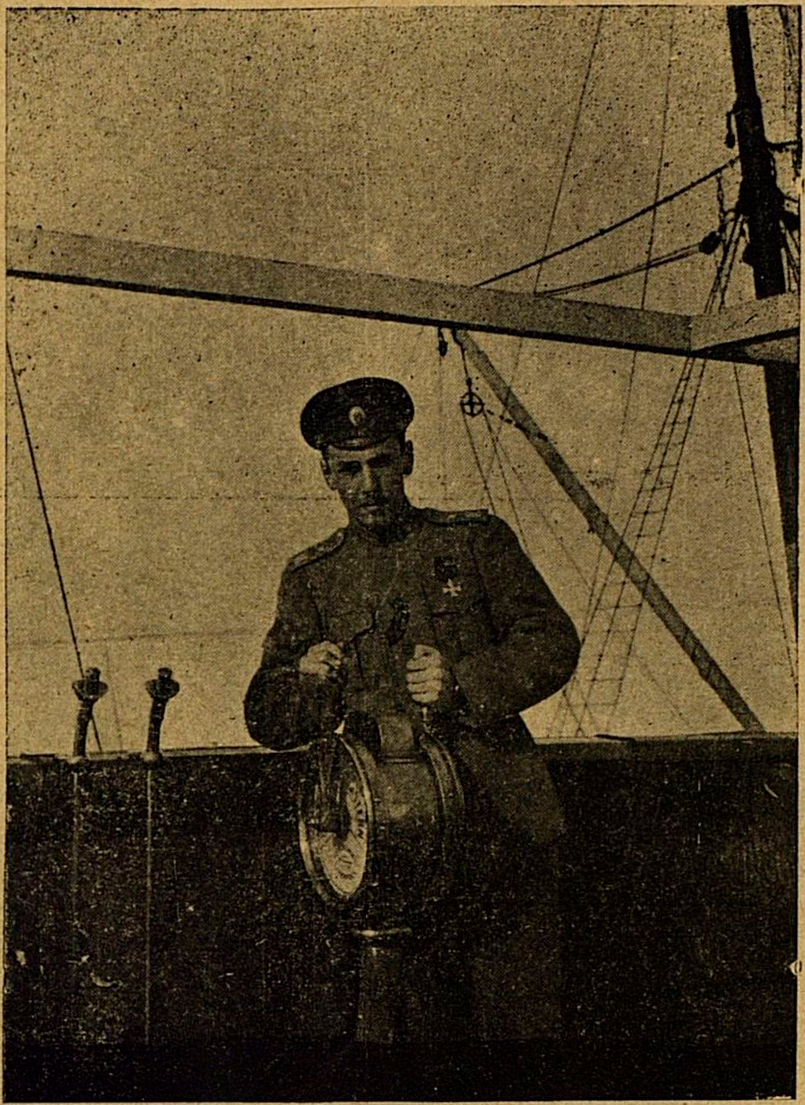
Сергей Шлихтер на ледоколе «Белльявенгур» весной 1916 г.

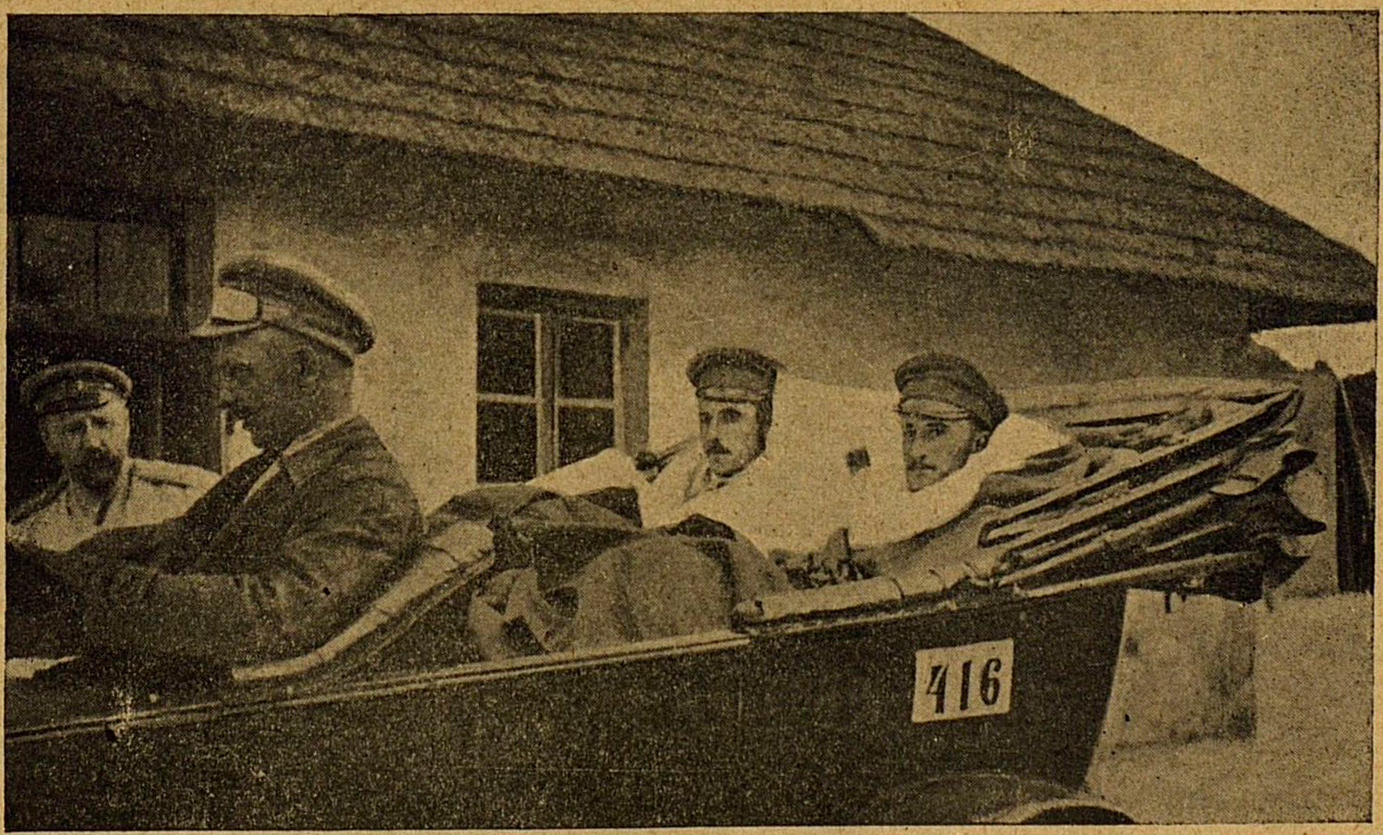
Сергей Шлихтер (слева) и Николай Мартьянов (справа), тяжело раненые под Барановичами 20 июня 1916 г., перед отъездом в полевой эвакуационный госпиталь

Будучи студентом 2-го курса, с началом Первой мировой войны вместе с однокурсником Николаем Мартьяновым добровольно записался братом милосердия в 1-й Сибирский врачебно-питательный передовой отряд, организованный в Москве членом Государственной думы Н. В. Некрасовым. С целью изучения санитарии около месяца проработал в хирургической лечебнице С. М. Руднева.
28 ноября 1914 года вместе с 1-м Сибирским отрядом он прибыл в город Опочно Радомской губернии. Сергей Шлихтер попал в летучку «А», а в январе 1915 года он был переведён в летучку «Б». В конце апреля по настоянию Н. В. Некрасова отряд был переведён в Галицию. Во время сражения на реке Дунаец Сергей Шлихтер оказывал помощь раненым, но вскоре отступил вместе с частями Русской армии.
В конце мая 1915 года Сергей Шлихтер получил отпуск домой, в Красноярск. Там раскрылся его журналистский талант: он написал множество заметок и статей в газеты «Сибирская жизнь» и «Сибирская мысль». В середине июня он вернулся в свой отряд, который на тот момент находился около Люблина. В связи с ранением заведующего обозом, Сергей Шлихтер вынужден был взять на себя его обязанности. Он занимался управлением летучкой во время отступления.
24 июля, когда летучка «Б» размещалась у деревни Бжосткувки, Сергей Шлихтер отправился в окопы оказывать помощь раненым. Внезапно немцы прорвали фронт, и русские войска начали спешно отступать. Узнав о прорыве, Сергей Шлихтер отправился в соседнюю роту, чтобы известить её об отступлении и тем самым спасти от плена. После этого он вынес из под огня раненого командира этой роты, хотя сам тоже был легко ранен в ногу. За этот подвиг Сергей Шлихтер был награждён Георгиевским крестом 4-й степени. Факт вручения этой боевой награды санитару был исключительным для того времени.
20 сентября, когда отряд размещался в 100 верстах от Минска, Сергей Шлихтер с двумя товарищами отправился в качестве парламентёра к неприятельским окопам, чтобы забрать раненых, лежавших там уже 3 дня после неудачной атаки. Немцы отнеслись к парламентёрам доброжелательно и позволили эвакуировать раненых. Этот случай Сергей Шлихтер описал в своём рассказе «Мёртвые воскресли». За проявленную инициативу и успешную эвакуацию раненых с поля боя он был награждён Георгиевской медалью 4-й степени.
Узнав, что вскоре планируется призыв студентов на военную службу, Сергей Шлихтер отправился в Москву в начале ноября 1915 года. Он хотел поступить в Александровское военное училище, чтобы к моменту призыва получить офицерское звание. Однако, несмотря на блестящий аттестат, в училище его не приняли, так как его дедушка был немецким колонистом.
В декабре 1915 года Сергей Шлихтер поехал в Красноярск, где написал множество статей в газетах и журналах, а в начале февраля 1916 года вернулся в Москву. Он поступил доверенным в Земгор, после чего был командирован в порт Александровск (ныне Полярный, Мурманская область), где в его обязанности входила отправка грузов. В конце марта, во время путешествия на ледоколе «Белльявенгур», Сергей Шлихтер принял участие в охоте на тюленей.
Во второй половине мая 1916 года Сергей Шлихтер вернулся в Москву, после чего вслед за Николаем Мартьяновым поступил вольноопределяющимся в команду разведчиков 266-го Пореченского пехотного полка. Поскольку Сергей Шлихтер увлекался фотографией, начальник разведчиков часто отправлял его делать снимки.
20 июня, когда 266-й Пореченский полк размещался под Барановичами, русская армия начала наступление по всему фронту. Когда была занята первая линия неприятельских окопов и поступил приказ наступать дальше, оказалось что в роте, где был Сергей Шлихтер, выбиты все офицеры. Тогда он встал во главе подразделения и повёл роту в атаку. В результате был захвачен неприятельский перевязочный пункт и было взято в плен около сотни австрийцев. Через несколько часов после этого, уже после боя, он был тяжело ранен осколком гранаты в шею.
Истекая кровью, Сергей Шлихтер вышел к санитарам, и они отправили его в лазарет. Из-за ранения говорить он не мог и писал записки. 25 июня 1916 года он скончался в санитарном поезде недалеко от Минска от приступов удушья. За этот подвиг Сергей Шлихтер был представлен к награждению Георгиевским крестом 3-й степени, но получить награду не успел.
Сергей Шлихтер был временно погребён в Минске, а 20 июля был перезахоронен в Москве на Братском кладбище на участке для общественных деятелей.

## Память

Могила С. А. Шлихтера.

В 1916 году красноярский поэт Иван Бельский написал стихотворение «Над могилой С. А. Шлихтера»: 
Прекрасный юноша в кровавой буре бранной
Невинной жертвой пал насилья …
В 1917 году Сибирскими студенческими землячествами в Москве была издана книга «На пороге жизни», посвящённая памяти Сергея Шлихтера. В книге приводятся его письма, рассказы, стихи и записи из дневника. 
В начале 1920-х на могиле Сергея Шлихтера было установлено массивное гранитное надгробие, изготовленное в мастерской скульптора С. Д. Меркурова. Когда в 1932 году Братское кладбище было ликвидировано и превращено в парк, уцелело только надгробие Сергея Шлихтера. Есть версия, что разрушить надгробие не дал его отец, Александр Григорьевич Шлихтер. Однако, по мнению его родственников, монумент уцелел случайно, так как весил около двух тонн, и его тяжело было сдвинуть с места. В 1957 году, во время реконструкции парка, с письмами в защиту памятника обращались экономист А. И. Бельчук и районный архитектор Я. Стронгин.

### Сноски
1. ↑  Даты в статье приводятся по юлианскому календарю.
2. ↑  Перевязочный пункт отряда, имеющий специальный штат медицинского персонала и работающий в непосредственной близости к передовым позициям.